# Stark (Schiff)
Die USS Stark (FFG-31) war das 23. Schiff der Oliver-Hazard-Perry-Klasse von Lenkwaffen-Fregatten der United States Navy. Sie wurde nach Admiral Harold R. Stark benannt.

## Geschichte
Die Kiellegung der Fregatte erfolgte am 24. August 1979 auf der Todd-Schiffswerft in Seattle. Am 30. Mai 1980 hatte sie ihren Stapellauf; am 23. Oktober 1982 begann sie ihren aktiven Dienst.

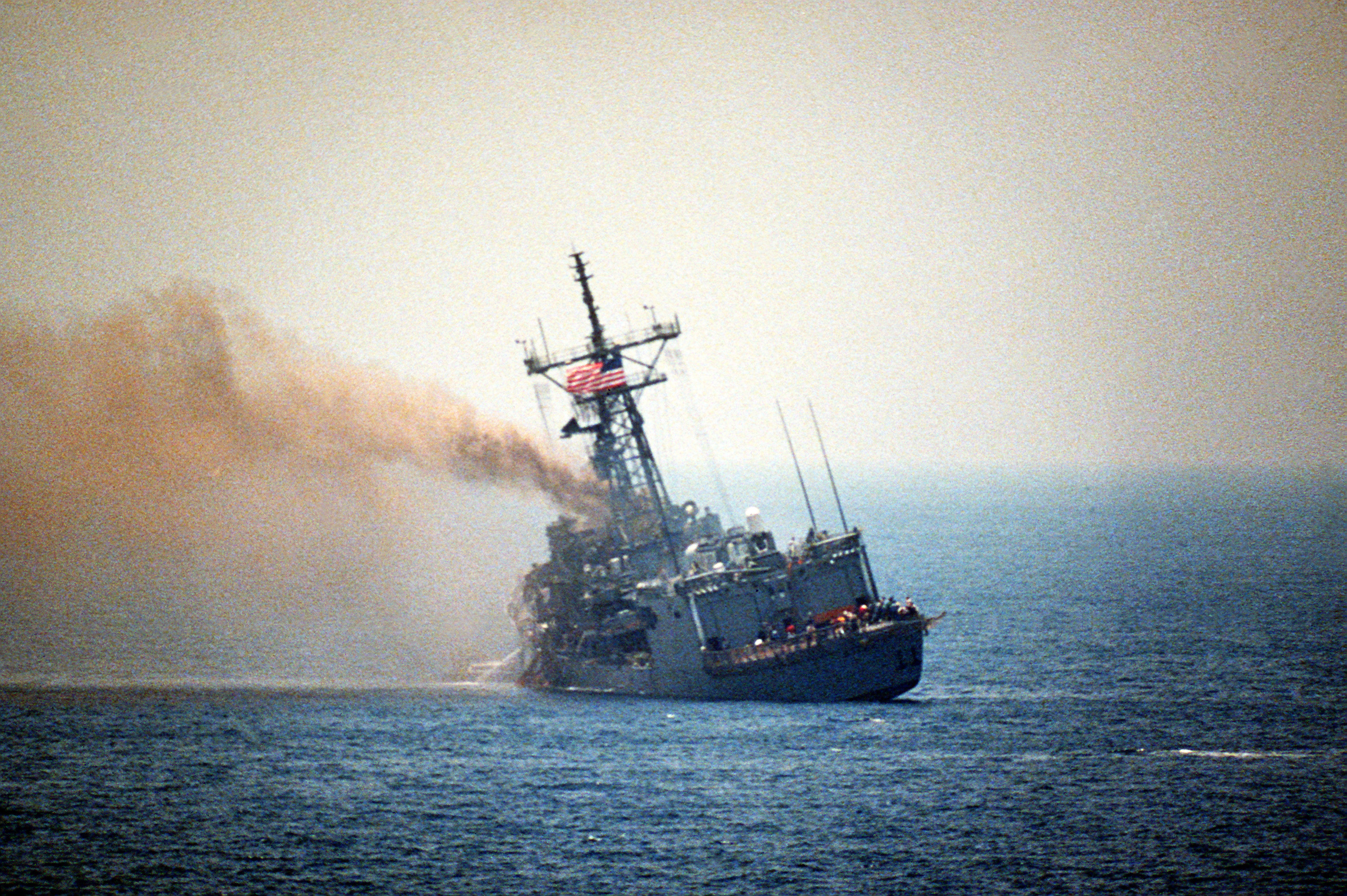
Die getroffene Stark am Morgen des 18. Mai 1987

Die Stark war 1984 und 1987 im Rahmen der Operation Earnest Will im Nahen Osten eingesetzt, um US-amerikanische Öllieferungen zu schützen. Am 17. Mai 1987 wurde sie während des iranisch-irakischen Kriegs durch zwei von einem irakischen Flugzeug abgefeuerte Exocet-Raketen schwer beschädigt. Damals identifizierte das United States Central Command das angreifende Flugzeug als Dassault Mirage F1. Spätere Berichte haben jedoch behauptet, dass das angreifende Flugzeug ein Dassault Falcon 50 Business Jet war, der mit Radar und Raketen-Hardpoints modifiziert worden war, um zwei Exocet-Raketen für Anti-Schiffs-Operationen zu tragen. Die F1EQ-5-Variante der Mirage F1, die damals vom Irak betrieben wurde, konnte nur eine Exocet tragen.
Die Maschine war um 20 Uhr Ortszeit von Shaibah aus gestartet und nach Süden in den Persischen Golf geflogen. Kurz nachdem sie von der US-Fregatte gegen 22:10 Uhr routinemäßig aufgefordert worden war, sich zu identifizieren, feuerte ihr Pilot zwei Exocet-Antischiffsraketen auf die Stark. Durch eine Fehlfunktion des Phalanx-Abwehrsystems erkannte die Warnelektronik den Raketenangriff nicht. Die erste Rakete wurde erst Sekunden vor dem Einschlag von einem Ausguck bemerkt. Sie schlug Backbord ein und explodierte in den Quartieren der Crew. Der Einschlag hatte ein Loch von 3 × 4 Metern verursacht. Das sich anschließende Feuer setzte die Mehrzahl der elektronischen Systeme auf dem Schiff außer Gefecht. Die zweite Rakete traf die Aufbauten der Fregatte. 37 US-amerikanische Seeleute wurden getötet und 21 verwundet. Der Versuch, den irakischen Angreifer mit Hilfe zweier saudischer McDonnell Douglas F-15 zu stellen, schlug fehl, da das saudische Militär sich außer Stande sah, im irakischen Luftraum auf ein irakisches Flugzeug zu feuern. Der Brand auf der USS Stark konnte in der Nacht unter Kontrolle gebracht werden. Das Schiff konnte aus eigener Kraft zur Basis in Bahrain zurückkehren. Die Instandsetzung kostete 142 Millionen US-Dollar.
Die USS Stark kam danach zunächst zur Atlantikflotte, bevor sie 1991 wieder in den Nahen Osten verlegt wurde. 1993 gehörte sie zur UNITAS; 1994 nahm sie an den Operationen Support Democracy und Noble Anvil teil.
Am 7. Mai 1999 wurde sie ausgemustert, aus dem Schiffsregister gestrichen und ab dem 21. Juni 2006 abgewrackt.